# Accuracy International AS50
Accuracy International AS-50 je sodobna polavtomatska ostrostrelska puška, ki jo proizvaja 
britansko podjetje Accuracy International.
Podjetje je začelo z razvojem nove puške na zahtevo ameriške Poveljstva za specialno operacije (SOCOM), ki je za 
svoje pripadnike začela iskati ostrostrelno puško, ki bi dosegla zahtevane kriterije, med katerimi je bil na prvem mestu 
uporaba močnega streliva .50 BMG (12,7 x 99 mm). Poleg tega močnega naboja so postavili 
zahtevo, da mora biti nova puška lahka, visoko mobilna, zanesljiva, lahko razstavljiva, ergonomsko dobro oblikovana in da ima 
nizek impulz trzanja ter visoko kadenco. Zahtevana natančnost orožja je bila minimalno 1,5 MOA (kotnih minut) z 
željo, da bi bila 1 MOA, kar v poenostavljenem pomeni, da so zahtevali skupino zadetkov s premerom 25,4 mm na 100 jardov (91 
m).
Podjetje se je projekta lotilo s predelavo svoje proslavljene puške Accuracy International Arctic Warfare, nov izdelek 
pa so javnosti prvič predstavili na sejmu Shot Show v Las Vegasu, januarja 2005.

## Zasnova
AS-50 deluje na principu odvajanja smodniških plinov, plini sami pa se do zaklepa vračajo preko po celi dolžini perforiranem valju, nameščenem na zgornji strani cevi. Cev sama je težka in debelostenska, izdelana pa je iz nerjavečega jekla in ima korak navoja 381 mm. Na njeno ustje je nameščena učinkovita plinska zavora, ki hkrati deluje tudi kot razbijalec plamena, izdelana pa je tako, da uhajajoči smodniški plini ne dvigujejo prahu okoli strelca, kar je izjemno pomembno pri uporabi v puščavskih predelih, saj oblak prahu lahko izda položaj strelca. V celoti so bili pri izdelavi uporabljeni nerjaveči materiali, kar podaljšuje življenjsko dobo orožja tudi v najhujših razmerah.
Orožje se polni z zamenljivim nabojnikom kapacitete 5 nabojev, izdelanim iz stisnjene pločevine. Po zgornji strani ogrodja je nameščeno NATOvo vodilo po standardu MIL STD 1913. Dodatni vodili enakega tipa sta nameščeni tudi na oblogo cevi, ki hkrati služi kot zaščita strelca pred vročo cevjo.
Za natančnost zadetkov poskrbi cela paleta dnevnih in nočnih optčno - elektronskih namerilnih naprav ter prednje nožice, nameščene pred oblogo cevi nastavljive po višini ter vrtljive po vzdolžni osi in z 10° stranskim nagibom. Poleg sprednjih nožic se na zadnjem spodnjem delu kopita, takoj za pištolskim ročajem nahaja še zložljiva ročica, ki lahko služi kot opora za puško. Ergonomsko izdelano kopito iz kvalitetne plastike je nastavljivo v vseh smereh. Tako puška po natančnosti več kot zadovoljuje zahteve, saj je na testih dosegla natančnost, ki je bila manjša od 1 MOA. Puška ima tudi štiri točke, kamor je mogoče pritrditi jermen za nošenje.
Varovalka se nahaja na desni strani puške nad ročajem in ima dva položaja. V zaklenjenem položaju sta blokirana udarna igla in sprožilec. Ročica za napenjanje orožja je majhna in je nameščena na desni strani , kamor tudi letijo prazni tulci. Sprožilec puške je dvostopenjski, sila potrebna za proženje pa se po potrebi lahko nastavi v razponu med 1,5 in 2 kg.
Razstavljanje orožja je enostavno, odstranitev kopita pa se lahko brez posebnega orodja izvede v nekaj sekundah. Na osnovne dele se, po zagotovilih proizvajalca, puška s pomočjo priloženega orodja, razstavi v nekaj manj kot treh minutah.

## Uporabniki
- Sea Air Land - ameriška mornariška specialna enota